# Betanecol
El betanecol es un medicamento parasimpaticomimético del tipo éster de colina que actúa como un agonista selectivo de los receptores muscarínicos del sistema nervioso parasimpático, específicamente a nivel del receptor muscarínico M3, sin que tenga efecto sobre los receptores nicotínicos. A diferencia del neurotransmisor acetilcolina, el betanecol no es hidrolizado por la enzima colinesterasa y, por lo tanto, sus efectos tienen un más largo período de duración.

## Farmacología
El betanecol es compuesto de NH4+ cuaternario, muy polar y pobremente liposoluble que no penetra la barrera hematoencefálica. Se administra por vía oral o subcutánea.

## Usos clínicos
El betanecol es usado en el tratamiento de la retención urinaria que resulta por un anestésico general o una neuropatía diabética de la vejiga urinaria. Se usa también para aliviar la atonía (falta de tono muscular) gastrointestinal. Los receptores muscarínicos localizados en la vejiga y el tracto gastrointestinal estimulan la contracción de la vejiga y la expulsión de orina, así como, un aumento en la motilidad gastrointestinal. El betanecol debe usarse para estos casos solo si se ha descartado una obstrucción urinaria o gastrointestinal como la causante de la sintomatología. También está aprobado para la anorgasmia/impotencia sexual y el trastorno de la eyaculación secundario al uso de antidepresivos a dosis de 10-20 mg 2 h antes de la actividad. Ocasionalmente se usa en vez de la pilocarpina para estimular la secreción salival.

## Contraindicaciones
El uso del betanecol, así como el de los demás agonistas muscarínicos, está contraindicado en pacientes con asma, insuficiencia coronaria, úlceras pépticas e incontinencia urinaria. La acción parasimpaticomimética de este fármaco exacerbará los síntomas de estos trastornos.